# Yes!アキト
Yes!アキト（イエスアキト、1990年6月11日 - ）は、サンミュージックプロダクションに所属する日本のお笑い芸人（ピン芸人）。北海道札幌市北区出身。

## 来歴
中学時代、既にお笑いコンビを組んで札幌吉本のオーディションライブを受けていた。北海道札幌国際情報高等学校に入学するも進学校の授業についていけず引きこもり気味になり、1年生を3回経験したことから通信制のルネサンス高等学校へ編入。最終学歴は札幌市立大学デザイン学部卒業で高校在学中の2009年から芸人を志し、フリー活動を経て2012年4月から夢カンパニーに本所属となる。当時の芸名はアキト。元々人材派遣会社だった夢カンパニーが芸能事業部を立ち上げるにあたって、アルバイトとして登録していたアキトが誘われ同社の第1号タレントになった。事務所の当時の定期ライブは路上ライブだった。
北海道を拠点として活動し、『平岸我楽多団』（北海道テレビ放送）・『てつヤバ！』（北海道放送）などローカル番組へ出演。R-1グランプリ2015では、同年の北海道予選出場者として唯一3回戦まで進出する。
2015年12月に上京、フリーへ転向する。K-PROのインディーズライブやケイダッシュステージ、浅井企画の事務所ライブなどに出演するものの、オーディションには落ち続けた。2017年にフリー芸人のコンテスト「THE VERY BEST OF FREE」の決勝へ進出、審査員の角田陽一郎から特別賞「角田賞」を贈られる。2018年には2年連続「THE VERY BEST OF FREE」決勝進出を果たす。
2018年からフリーのまま『ウチのガヤがすみません!』などのテレビ番組へ出演するようになる。同じくピン芸人で仲の良いサツマカワRPG・どんぐりたけしと共にトリオ「怪奇!YesどんぐりRPG」を結成、M-1グランプリ2018にて3回戦進出を果たす。2019年5月、サンミュージックプロダクションへの所属を正式に公表。R-1グランプリ2022にて敗者復活枠として初の決勝進出。

## 芸風
拳を握りながら「イエ～ス」とブリッジを挟みつつ、一発ギャグを連発する芸風。持ちギャグのレパートリーはちょうど1000個。ギャグの精度に定評があり、『さんまのお笑い向上委員会』（フジテレビ）にモニター横芸人として出演した際のギャグのオンエア率は、歴代でも圧倒的に高い9割超えである。
R-1グランプリ決勝に初進出した際に審査員のハリウッドザコシショウから「一発ギャグの羅列は評価に値しない」とコメントされたことで、ストーリーの設定の中にギャグを落とし込む一人コントも演じている（ただしハリウッドザコシショウ自身は「少し間違って伝わっちゃった」「僕自身の言葉が足りなかった」と述べている）。
また、少ないながら漫談やフリップネタも持っている。札幌で活動していた時代は様々な種類のピンネタを行っていたが、R-1ぐらんぷり3回戦進出時のネタが一発ギャグであったため、上京後はギャグをメインにするようになった。

## 人物
- でんぱ組.incのファンであり、古川未鈴推し。芸名の「Yes!」は最上もがの自己紹介からとった。
- 大学でデザイン専攻だったため、ライブのフライヤーやグッズのデザイン、映像編集などを自ら手がけている。
- 大学時代は芸人活動の一方でダンスサークルにも所属していた[4]。
- お笑いのルーツは『ボキャブラ天国』の替え歌ネタであるという。他には『内村プロデュース』の「笑わせ王決定戦」にも影響を受けた。
- 4人兄弟の末っ子で[13]、札幌市にある狸小路商店街で中華料理店を営んでいる兄がいる[14]。

## 賞レース成績
- 札幌オーギリング初代王者
- THE VERY BEST OF FREE2017 角田賞
- しもつけお笑いグランプリvol.4（2018年） 審査員特別賞
- THE VERY BEST OF FREE2018 決勝進出[15]
- 歌ネタ王決定戦2019 準決勝進出(怪奇!YesどんぐりRPG)
- 第40回今宮子供えびすマンザイ新人コンクール（2019年）福娘大賞（怪奇!YesどんぐりRPG）
- ぐるナイ おもしろ荘2020 50音ネタ決定戦・優勝
- 2020年 猫王（ニャオー）決勝進出
- サガミハラエッジ芸人バトル2020 優勝
- R-1グランプリ2021 準決勝進出（敗者復活4位）
- ツギクル芸人グランプリ2021 準優勝
- R-1グランプリ2022 決勝 8位（復活ステージ勝者）
- R-1グランプリ2023 決勝 7位
- R-1グランプリ2024 準決勝進出[16]
- R-1グランプリ2025 準々決勝進出[17]

## 出演

### テレビ
- ウチのガヤがすみません!（日本テレビ）- 「ガヤ芸人」として不定期出演
- アオハルTV（フジテレビ、2019年2月24日）
- さんまのお笑い向上委員会（フジテレビ、2019年12月7日 -2020年11月28日）- 「モニター横・見学芸人」として1年間出演。閉店ギャグはTRY31回中0A21回と打率.677でずば抜けて高く、TRY14回中OA13回と向上委員会最高打率.929を叩き出した。
- ビートたけしの公開!お笑いオーディション（TBS、2019年12月28日）
- ぐるナイ おもしろ荘（日本テレビ、2020年1月1日）- 50音ネタ決定戦・優勝
- 笑神様は突然に…（日本テレビ、2020年1月1日）- 若手芸人1芸披露のコーナーに出演
- スクール革命!（日本テレビ、2021年2月14日)
- オールスター感謝祭
- 有田P おもてなす
- ネタパレ
- ももクロChan
- ぐるぐるナインティナイン
- チェンジ3
- Yes!Map6
- 平岸我楽多団
- 行列のできる法律相談所
- ヒルナンデス!
- 前略、西東さん
- みえる
- アイ・アム・冒険少年
- 千鳥のクセがスゴいネタGP
- スクール革命!
- 日テレ系お笑いの祭典 NETA FES JAPAN

#### テレビドラマ
- スタンドUPスタート 第3話（フジテレビ、2023年2月1日） - 森山 役
- トリリオンゲーム 第7話（TBS、2023年8月25日） - 本人 役
- 初恋不倫 〜この恋を初恋と呼んでいいですか〜 第2話（BSテレ東、2024年7月10日） - 歯医者の患者 役
- 潜入兄妹  特殊詐欺特命捜査官 （日本テレビ、2024年10月5日 - 12月14日） - 王（わん） 役

### ウェブテレビ
- 7.2 新しい別の窓
- スピードワゴンの月曜The NIGHT（AbemaTV、2019年12月3日）[18]